# Ernst Hermann Paulus
Ernst Hermann Paulus (ur. 1894, zm. ?) – zbrodniarz nazistowski, członek załogi niemieckiego obozu koncentracyjnego Dachau. SS-Scharführer.
Przed wybuchem wojny pracował w fabryce instrumentów muzycznych. Członek Waffen-SS od 1940. Od lutego 1943 do kwietnia 1945 pełnił służbę w podobozie KL Dachau – Allach jako kierownik komanda więźniarskiego.
W procesie członków załogi Dachau (US vs. Johann König i inni), który miał miejsce w dniach 29 września – 7 października 1947 przed amerykańskim Trybunałem Wojskowym w Dachau skazany został na 5 lat pozbawienia wolności za bicie więźniów i składanie na nich karnych raportów.